# Bój z bolszewizmem
Bój z bolszewizmem. Wszechstronny informator antykomunistyczny – miesięcznik ukazujący się w latach 1927-1931 w Warszawie. 
Redaktorem naczelnym był Henryk Glass. Od 1930 był organem Porozumienia Antykomunistycznego. Nakład pisma wynosił 3 tysiące egzemplarzy. Periodyk był biuletynem antykomunistycznym. Miesięcznik uświadamiał metody działania komunistycznych ośrodków dywersji ideologicznej, a przez publikowanie dokumentów opatrzonymi komentarzami ułatwiał zrozumienie istoty zamierzeń realizowanych przy użyciu agitacji. Pismo zostało zawieszone z powodów finansowych. Ukazało się 5 roczników liczących łącznie 1300 stron druku. Jego kontynuacją było pismo „Prawda o komunizmie – Biuletyn Informacyjny”.